# Большаков, Тихон Фёдорович
Тихон Фёдорович Большаков (8 (19) июня 1794, Боровск, Калужская губерния, Российская империя — 19 (31) декабря 1863, Москва) — московский купец, антиквар и букинист.

## Биография
Тихон Большаков родился 8 июня 1794 года в городе Боровске (ныне — Калужской области).
В 1806 году он приехал в Москву к дяде и, с помощью его, начал торговлю кожевенным товаром. Вскоре, пристрастившись к старинным духовным книгам, Большаков начал приобретать древние рукописи, но, не имея средств оставлять их у себя, он обменивался ими с другими коллекционерами. Первое время обмен книгами осуществлялся наряду с кожевенною торговлей и только впоследствии Большаков занялся исключительно торговлей древними книгами и рукописями, скупая их повсюду, преимущественно на севере России.

Высокий, маститый, с пожелтевшею сединою старик, с необыкновенно умным и строгим лицом, с неспешною, серьезною речью. Он не зазывает, к нему и так все идут. Он не шаркает, не манит приветливою улыбкой, а почтительно ответит на поклон поклоном, примет всякого, хотя бы юношу-студента, и с первого разу заговорит о русской науке и словесности, преимущественно о старине, об отдаленной истории и древностях, о памятниках старины, этих рукописях и книгах
— Бессонов П. А.
При его участии составлялись известные собрания Погодина, графа Строганова, графа Уварова, графа Толстого, князя Гагарина, графа Шереметева, князя Оболенского, Буслаева, Тихонравова, Барсова, Титова, Царского, Ундольского, Каратаева, Морозова, Солдатенкова, Рудакова. Румянцевский музей, над обогащением фондов которого работал Большаков, имел целый отдел рукописей с надписью «от Большакова». Особенно важные услуги Большаков оказал М. П. Погодину, в собрание которого вошло около двухсот рукописей, приобретенных у него. В деловых отношениях с учёными Большаков являлся не только добросовестным комиссионером, но и человеком, обширные сведения которого в области древнерусской письменности являлись очень полезными и для таких ученых, как Погодин, особенно ценивший Большакова.
Когда в 1852 году Императорская публичная библиотека приобрела «древлехранилище» Погодина, то именно Большакову было доверено сопровождать короба с рукописями в Санкт-Петербург.
В 1846—1847 гг., при введении в России Белокриницкой иерархии, Т. Ф. Большаков — природный старообрядец — оказал своим единоверцам важные услуги, благодаря своему знанию канонических правил.
В 1848 году Тихон Фёдорович Большаков был избран в члены-соревнователи Императорского общества истории и древностей российских а в 1853 году — в члены-корреспонденты Императорской публичной библиотеки.
В 1861 году Большаков расширил свою книжную и антикварную торговлю, предприняв первую поездку на Нижегородскую ярмарку; успех этого мероприятия превзошел все ожидания. В течение последних трёх лет своей жизни Большаков работал над сочинениями Максима Грека и собрал 216 его творений.
Перед смертью Большаков подарил часть своего собрания фольклористу П. А. Бессонову (духовные стихи и нотные рукописи), а часть гравюр продал Д. А. Ровинскому. В год смерти Большакова появилось издание Д. Е. Кожанчикова «Стоглав», напечатанное по рукописи, найденной Большаковым.
Тихон Фёдорович Большаков умер 19 декабря 1863 года в городе Москве.